# Letecká archeologie

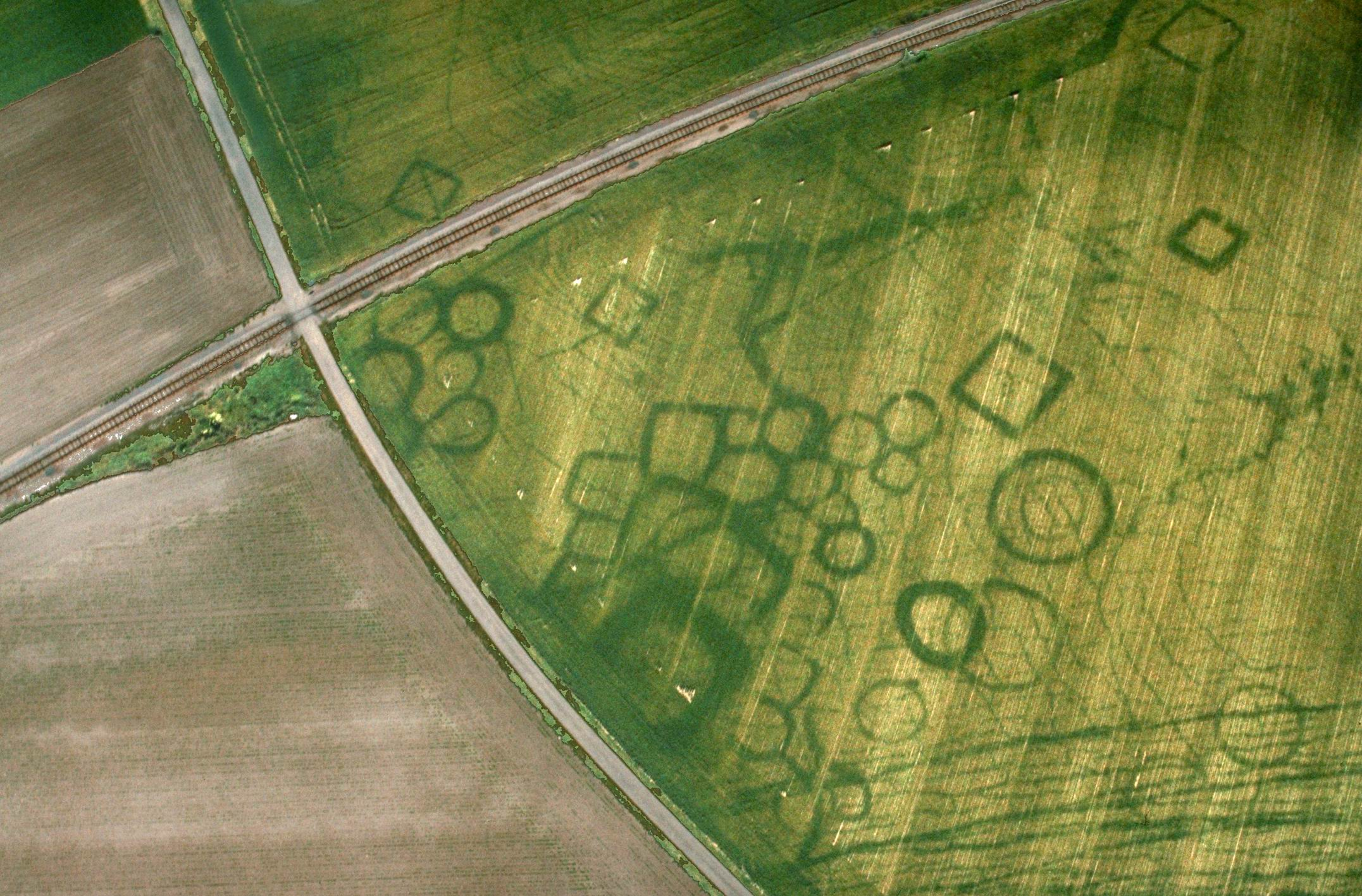
Letecký pohled na pravěkou lokalitu Grézac – velké galské pohřebiště s různými strukturami kruhového nebo čtvercového atvaru

Letecká archeologie je druh archeologické prospekce. Řadí se mezi nedestruktivní archeologické metody. Pomocí vizuálního průzkumu a fotografického snímkování z výšky jsou na základě půdních, vegetačních, stínových a jiných příznaků vyhledávány, identifikovány a evidovány archeologické památky. Letecká archeologie se rovněž zabývá vyhodnocením leteckých snímků, které nebyly pořízeny primárně pro archeologické účely. V méně častých případech využívá i dálkového průzkumu Země pomocí družic.

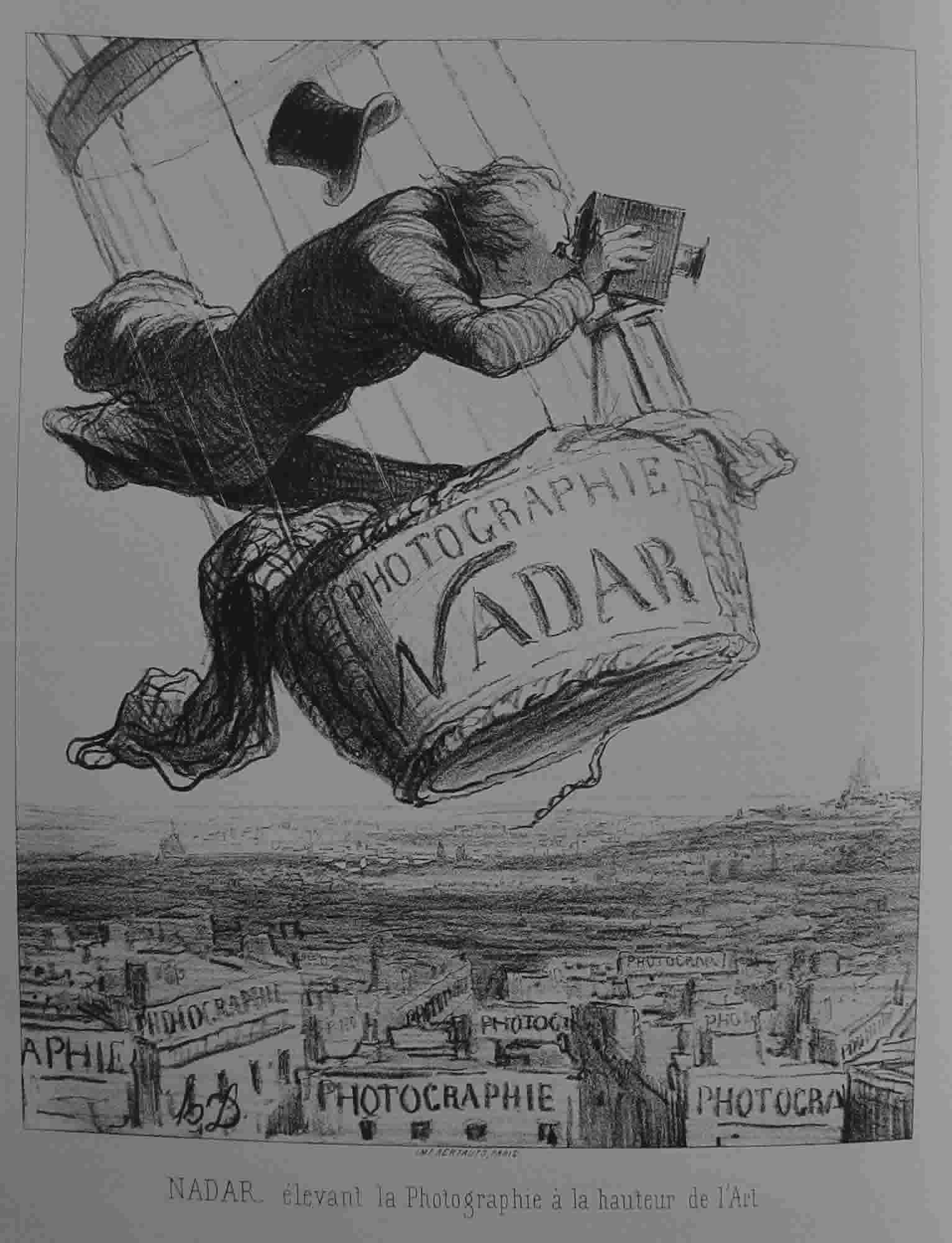
Karikatura fotografování Paříže z roku 1858, kterou nakreslil Honoré Daumier.

Letecká archeologie představuje relativně rychlou a komplexní metodu sběru dat, která navíc památky nijak nepoškozuje. Žádná z archeologických metod nepracuje v tak velkém prostoru a nezachytí tolik nových památek. Proto je letecká archeologie nepostradatelnou součástí archeologického bádání i památkové péče. Využívá se k vyhledávání nových archeologických památek i k dokumentaci a studiu již známých objektů, ke sledování jejich stavu a změn. Díky pozorování velkých úseků krajiny dokáže studovat také prostorové vztahy mezi jednotlivými areály a jejich vazbu k přírodnímu prostředí, způsob využití krajiny, hustotu a strukturu osídlení apod. Je proto vhodným nástrojem zejména pro sídelní a krajinnou archeologii.
Omezením letecké archeologie je nemožnost přímého datování nalézaných památek, zde je proto nutná kombinace s jinými metodami archeologického výzkumu.

## Historie

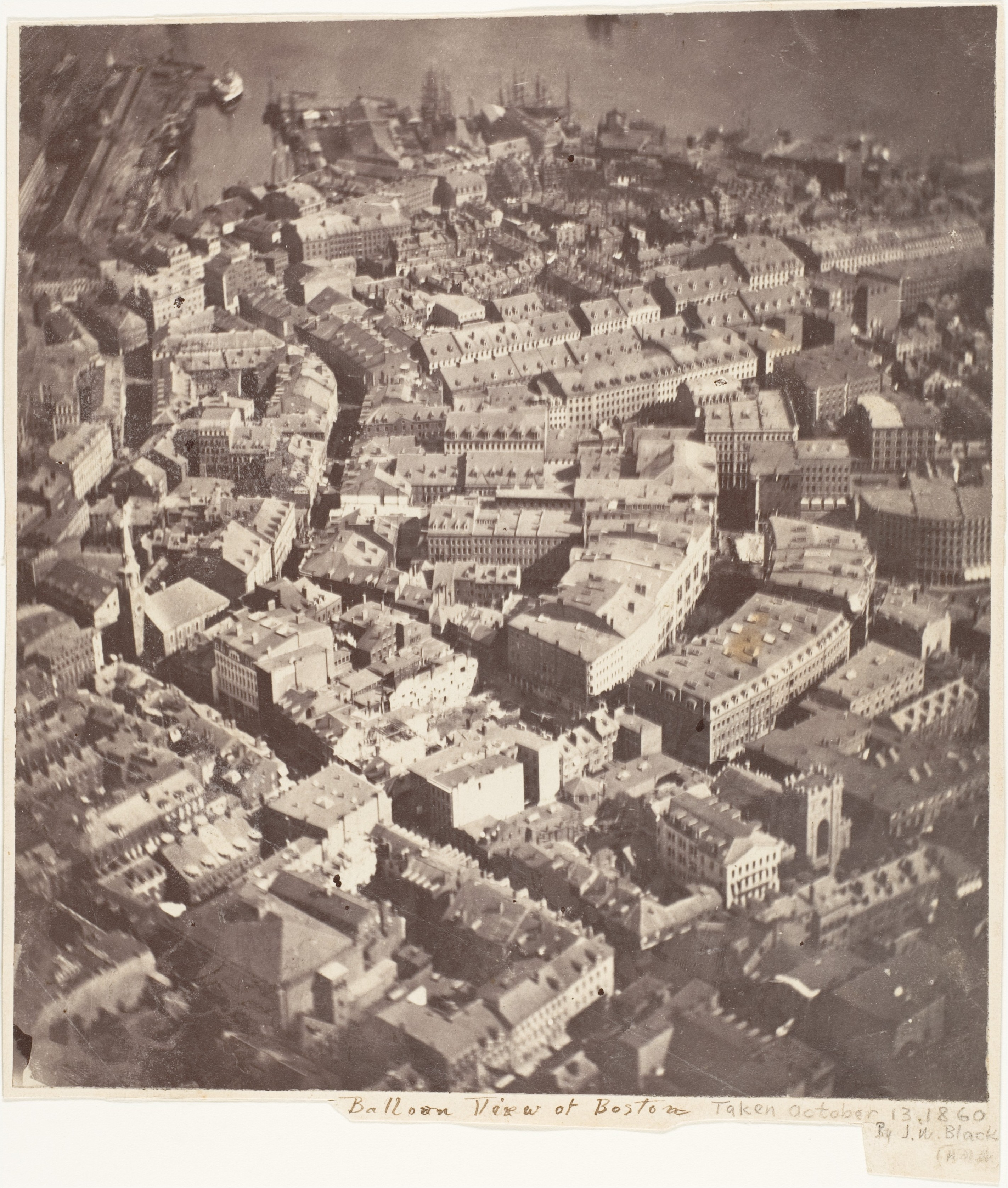
Nejstarší dochovaná letecká fotografie – Boston, USA (J. W. Black, 1860)

Vznik letecké archeologie byl podmíněn technologickým rozvojem v oblasti letectví i fotografie v 2. polovině 19. století. Nejstarší fotografie ze vzduchu, pořízené pomocí horkovzdušného balónu zachycují tehdejší metropole. Průkopníkem oboru se stal Gaspard-Félix Tournachon (známý pod pseudonymem Nadar), který nejprve v roce 1858 pořídil dnes nedochované snímky jižního okraje Paříže. V letech 1860–1862 nasnímal americký fotograf James Wallace Black město Boston a roku 1863 vznikly i první letecké fotografie Londýna.
Známé archeologické památky byly poprvé ze vzduchu fotografovány na přelomu 19. a 20. století (Forum Romanum, Pompeje, antický přístav v Ostii, Vilbel). Snímek Stonehenge, pořízený při armádním cvičení v roce 1906 poprvé zachytil porostové příznaky, odhalující původní přístupovou cestu do areálu i obvodový příkop.
Velký rozvoj letecké archeologie nastal po první světové válce, kdy došlo pod tlakem vojenských potřeb k výraznému rozvoji letectví, takže balónovou fotografii mohlo nahradit praktičtější snímkování z letounů. Ještě v průběhu války využívali vojenští piloti příležitosti a při snímání fronty současně dokumentovali archeologické památky, zejména v oblasti Blízkého východu (George Adam Beazeley, Theodor Wiegand).

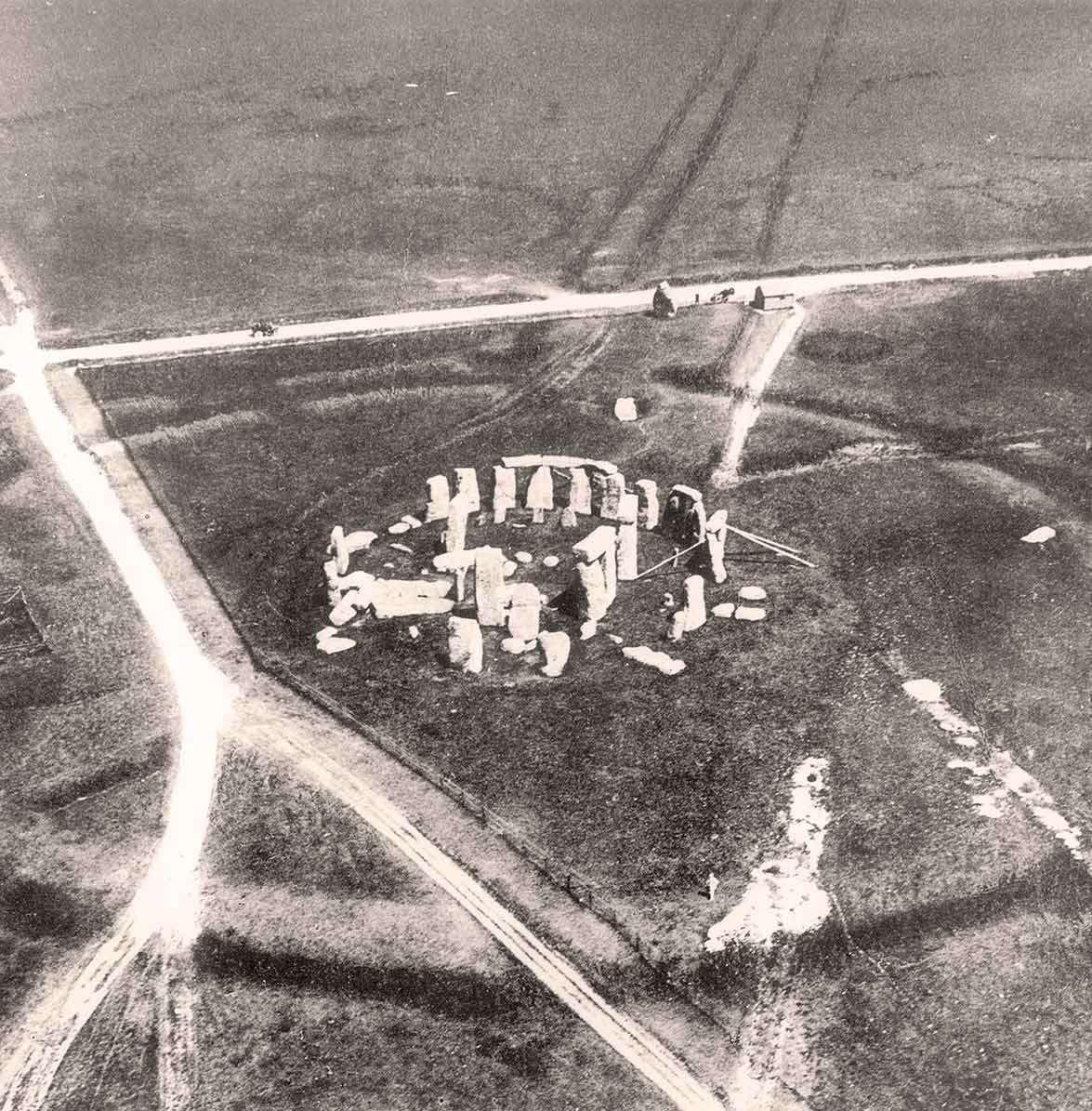
Fotografie Stonehenge z roku 1906 je nejstarší známou leteckou fotografií, zachycující porostové příznaky (fotograf Philip Henry Sharpe)

V poválečném období byl jedním z hlavních průkopníků a propagátorů letecké archeologie britský archeolog Osbert Guy Stanhope Crawford, který rovněž za první světové války sloužil na frontě ve Francii jako letecký průzkumník. Právě tento muž jako první popsal základní způsoby identifikace archeologických památek pomocí stínových a porostových příznaků a vysvětlil příčiny jejich vzniku. Významný je zejména jeho objev systému pravěkých polí jižní Anglie, který odhalil v roce 1922 právě pomocí letecké fotografie.
Šikmé letecké snímky a porostové příznaky studoval ve 30. letech 20. století George W. G. Allen, mezi další významné zástupce britské letecké archeologie patří Gilbert Insall, objevitel Woodhenge. Výzkumem starověkých římských památek v Sýrii, Mezopotámii, Íránu i v severní Africe se zabývali francouzští archeologové Jean Lucien Baradez a Antoine Poidebard, který se mimo jiné stal průkopníkem letecké prospekce památek skrytých pod mořskou hladinou.
V Německu se snímáním archeologických památek od roku 1928 zabývala firma Hansa Luftbild, archeologické lokality pro účely památkové péče fotografovala od roku 1933 Luftwaffe. Letecká archeologie se rozvíjela i v Rakousku (Jaroslav Czech von Czechenherz, Ernst Nischer-Falkenhof, Erich Swoboda) a v Polsku (Władysław Kowalenko, Zdzisław Rajewski, Wojciech Koćka). V Americe se Charles Lindbergh roku 1929 zasloužil o objevy mayských měst na poloostrově Yucatán, Neil M. Judd zdokumentoval rozsáhlý systém zavlažovacích kanálů kultury Hohokam, v roce 1939 pak Paul Kosok z letadla zmapoval známé obrazce na planině Nazca.
Také v meziválečném Československu probíhaly ve 20.–30. letech první pokusy s leteckým snímkováním, kdy byla zachycena nejen historická města a architektonické památky, ale také významné archeologické lokality. Nedocházelo zatím k cílenému vyhledávání nových památek, jen k dokumentaci již známých lokalit (Homolka u Stehelčevsi, Libušín, Ostrov u Davle, Starý Plzenec - Hůrka, Staré Hradisko u Prostějova). Spolu s kolmými snímky, pořizovanými ve 30. letech pro vojenské a kartografické účely se jedná o jedinečnou dokumentaci historické krajiny před rozsáhlými změnami v 2. polovině 20. století. K propagátorům letecké fotografie v archeologii a památkové péči patřili Albín Stocký, Jaroslav Böhm i Antonín Friedl.

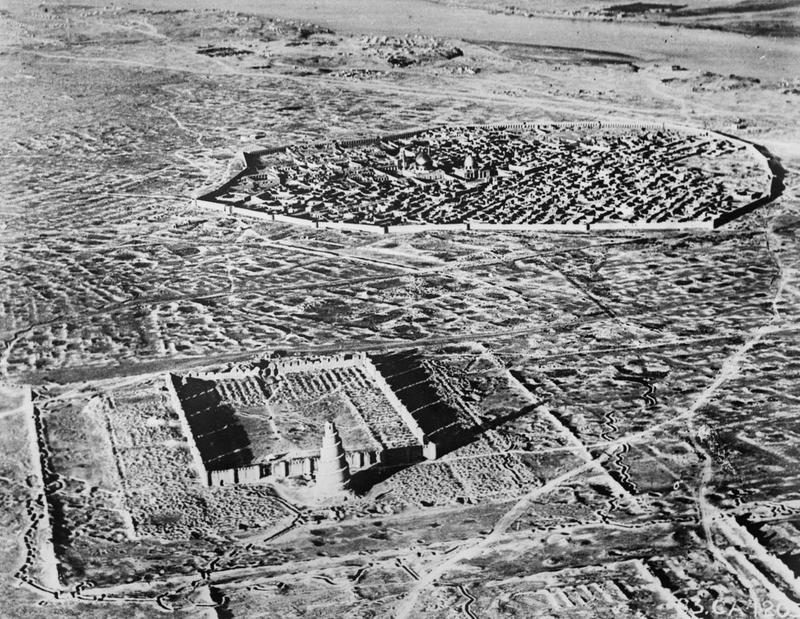
Snímek iráckého města Samarra z počátku 20. století (G. A. Beazeley)
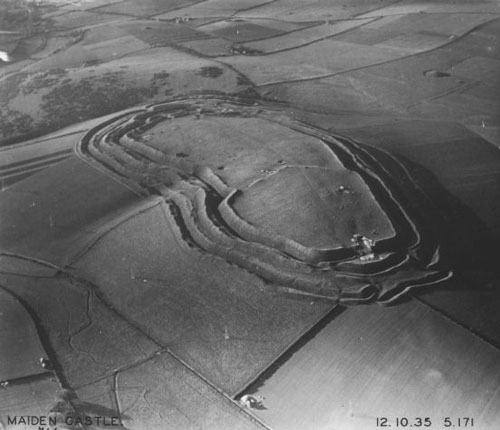
Snímek lokality Maiden Castle v Anglii (G. W. G. Allen, 1935)
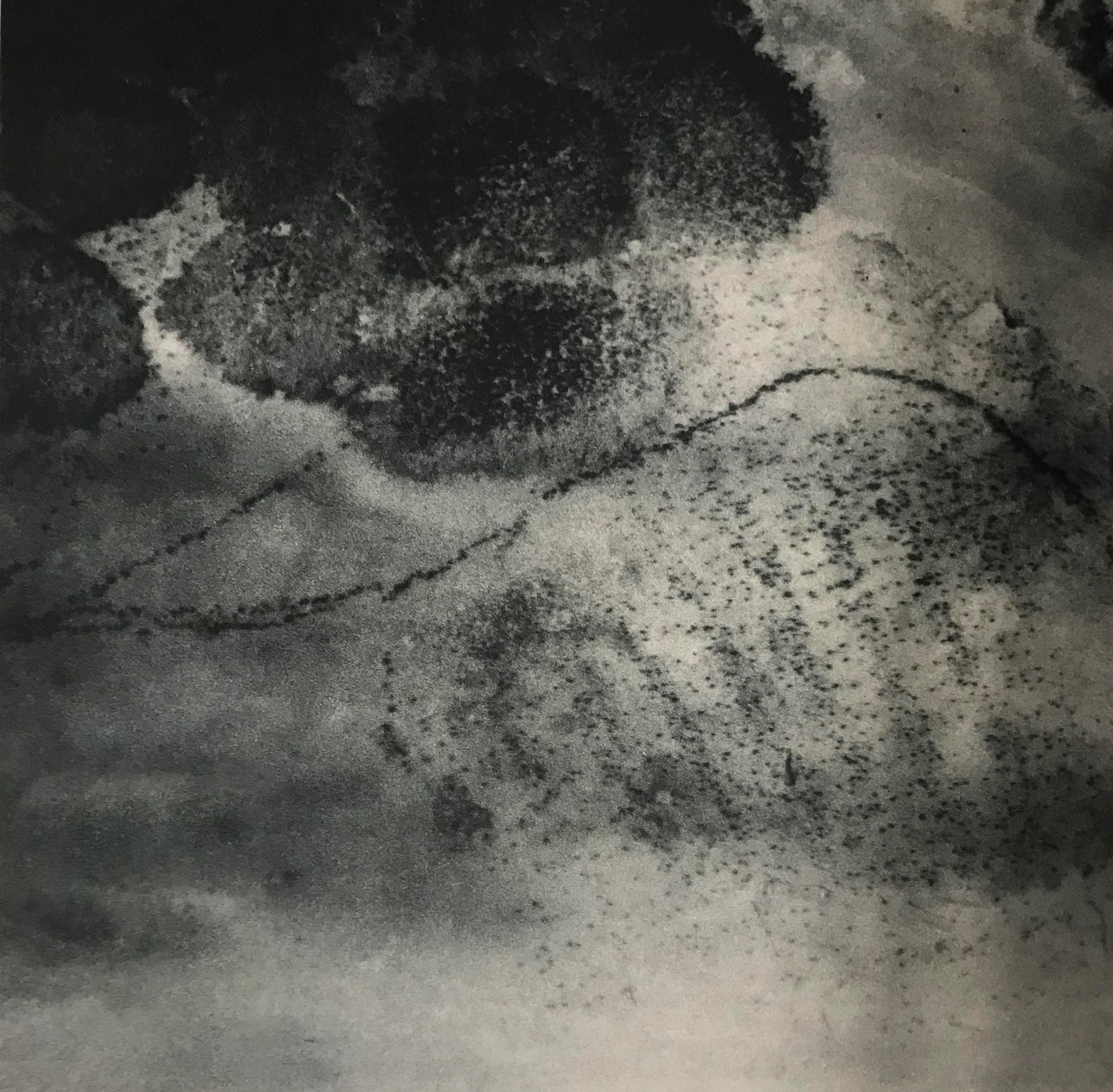
Snímek lokality Cortaillod-Est pod hladinou jezera Neuchâtel ve Švýcarsku (Paul Vouga, 1927)
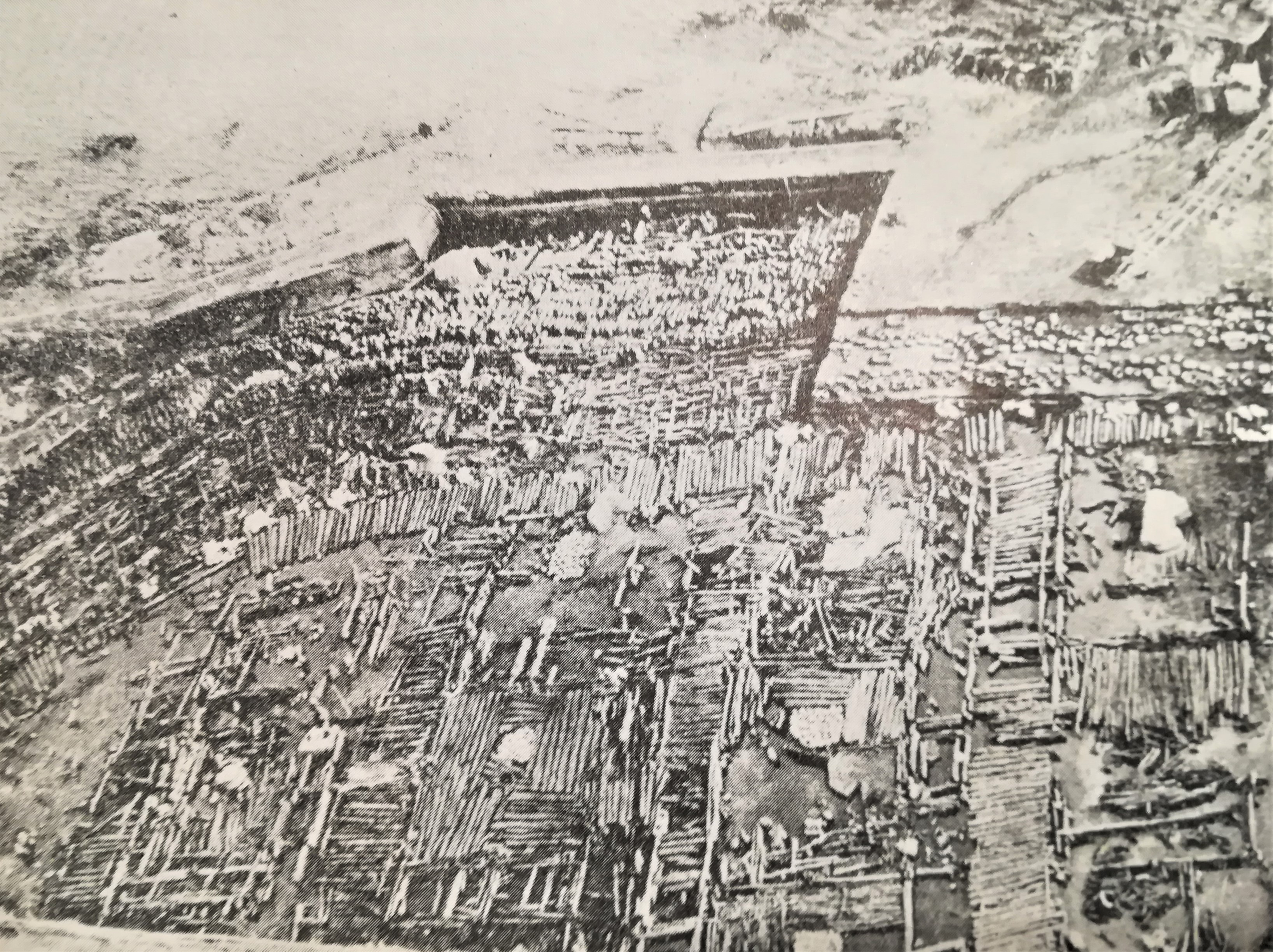
Balónová fotografie lokality Biskupin v Polsku (Zdzisław Rajewski, 1937)
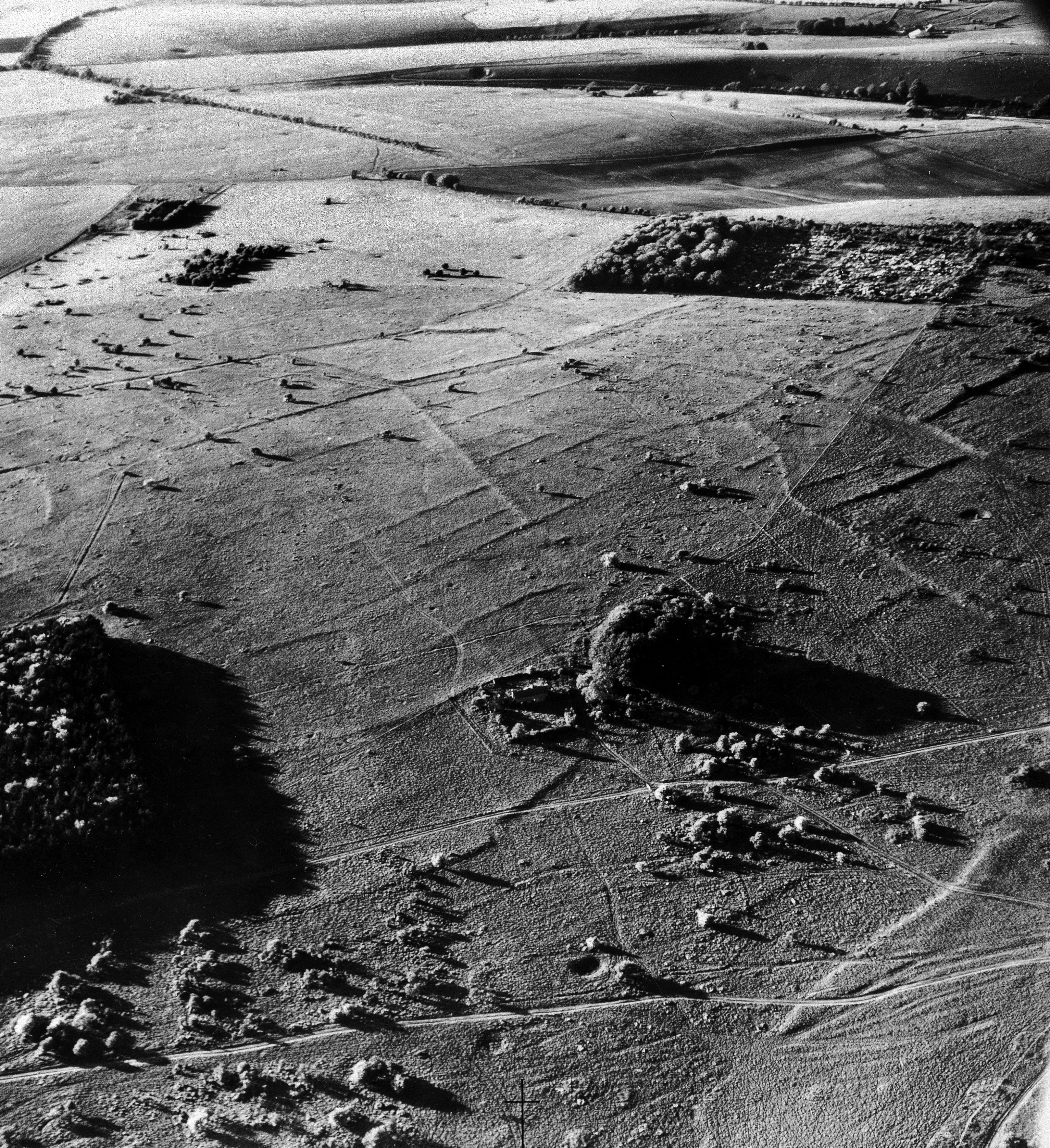
Hranice pravěkých polí zvýrazněné stínovými příznaky; Fyfield Down v Anglii (Kenneth St Joseph, 60. léta)

K dalšímu významnému rozvoji letecké archeologie došlo v souvislosti s technologickým pokrokem po druhé světové válce. V této době se již naplno rozběhly projekty, usilující o vyhledávání archeologických památek a dokumentaci historické krajiny. V 60.–90. letech se letecká archeologie stala plně uznávanou a běžně užívanou disciplínou, vyučovanou na univerzitách. Vznikala četná specializovaná pracoviště, profesní sdružení i mezinárodní konference.
Vůdčí zemí se stala Velká Británie, kde mohli archeologové po válce využít rozsáhlý archiv kolmých leteckých fotografií, pořízených vojenským letectvem (RAF). K hlavním osobnostem patřil zejména Kenneth St Joseph, který ze vzduchu identifikoval tisíce nových památek a založil jeden z nejrozsáhlejších archivů leteckých fotografií na univerzitě v Cambridgi. John Bradford se soustředil na výzkumy v Itálii, kde objevil velké množství neolitických sídlišť v Apulii i etruská pohřebiště na západním pobřeží. Letecké archeologii se dále věnovali David Wilson, Derrick Riley nebo James Pickering.
V Rakousku se archeologií ze vzduchu po válce zabývali Gerhard Spitzer a Herwig Friesinger. Německý archeolog Irwin Scollar kromě systematického leteckého průzkumu Porýní vytvořil počítačový program pro rektifikaci šikmých snímků (AirPhoto). Později v Německu i v sousedních zemích působil Hans Otto Braasch, který podobně jako Kenneth St. Joseph identifikoval tisíce nových lokalit a vybudoval rozsáhlý archiv leteckých snímků. Mezi významné francouzské odborníky 2. poloviny 20. století patří Raymond Chevallier a Roger Agache, který jako první rozeznal a intenzivně využíval vlhkostní příznaky.
V Československu byla možnost leteckého snímkování v 2. polovině 20. století významně omezena politickým režimem a s tím související legislativní a administrativní zátěží. Přesto v roce 1957 došlo u Prosiměřic k prvnímu objevu archeologické památky z letadla, v roce 1967 se v Národním muzeu otevřela putovní francouzská výstava Archeologie z letadla a v roce 1975 došlo k ojedinělému snímkování na Kolínsku. Fotografování ze vzduchu zůstávalo ojedinělé, soustředěné na již známé lokality, zejména na Moravě (Těšetice-Kyjovice, Žuráň, Mikulčice, Pohansko). K většímu rozvoji letecké archeologie v Česku došlo až po roce 1989, kdy byly odtajněny vojenské archivy s fotogrammetrickými snímky a zároveň bylo umožněno srnímání krajiny bez zvláštního povolení. Letecká archeologie se začala rozvíjet především v Archeologickém ústavu AV ČR, kde v roce 1992 vzniklo Oddělení prostorové archeologie (Martin Gojda), dále pak v Ústavu archeologické památkové péče v Mostě (Zdeněk Smrž), na Masarykově univerzitě (Jaromír Kovárník) a v Ústavu archeologické památkové péče v Brně (Miroslav Bálek).

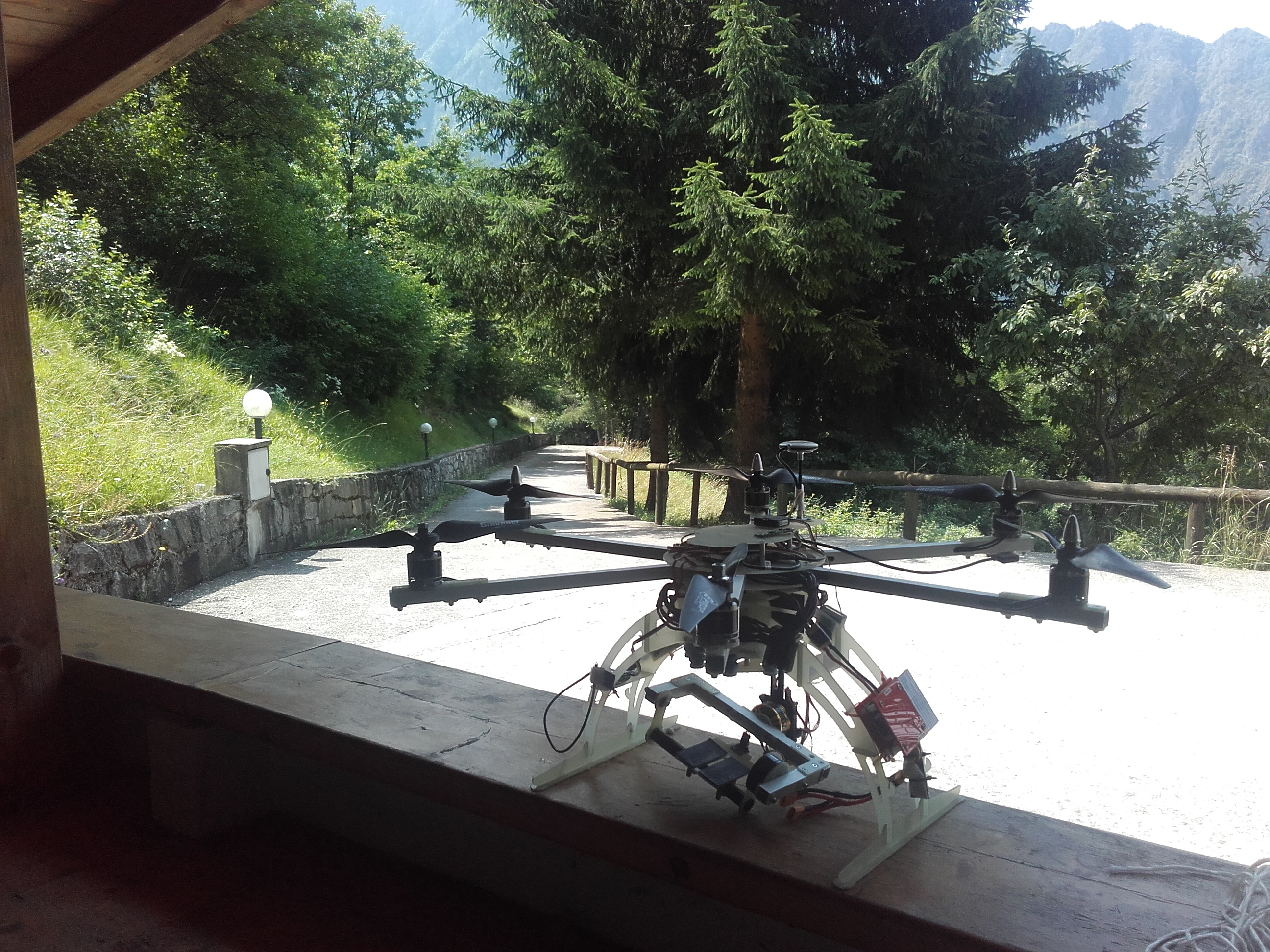
Dron používaný ke snímání archeologických památek

V závěru 20. století další technický pokrok umožnil využívání družicových snímků i digitální fotografie. Rozvoj počítačů a internetu usnadnil a urychlil získávání, zpracování i sdílení dat. Na počátku 21. století se v letecké archeologii významně prosazují nové technologie – drony a laserové letecké skenování (LIDAR).

## Možnosti sběru dat

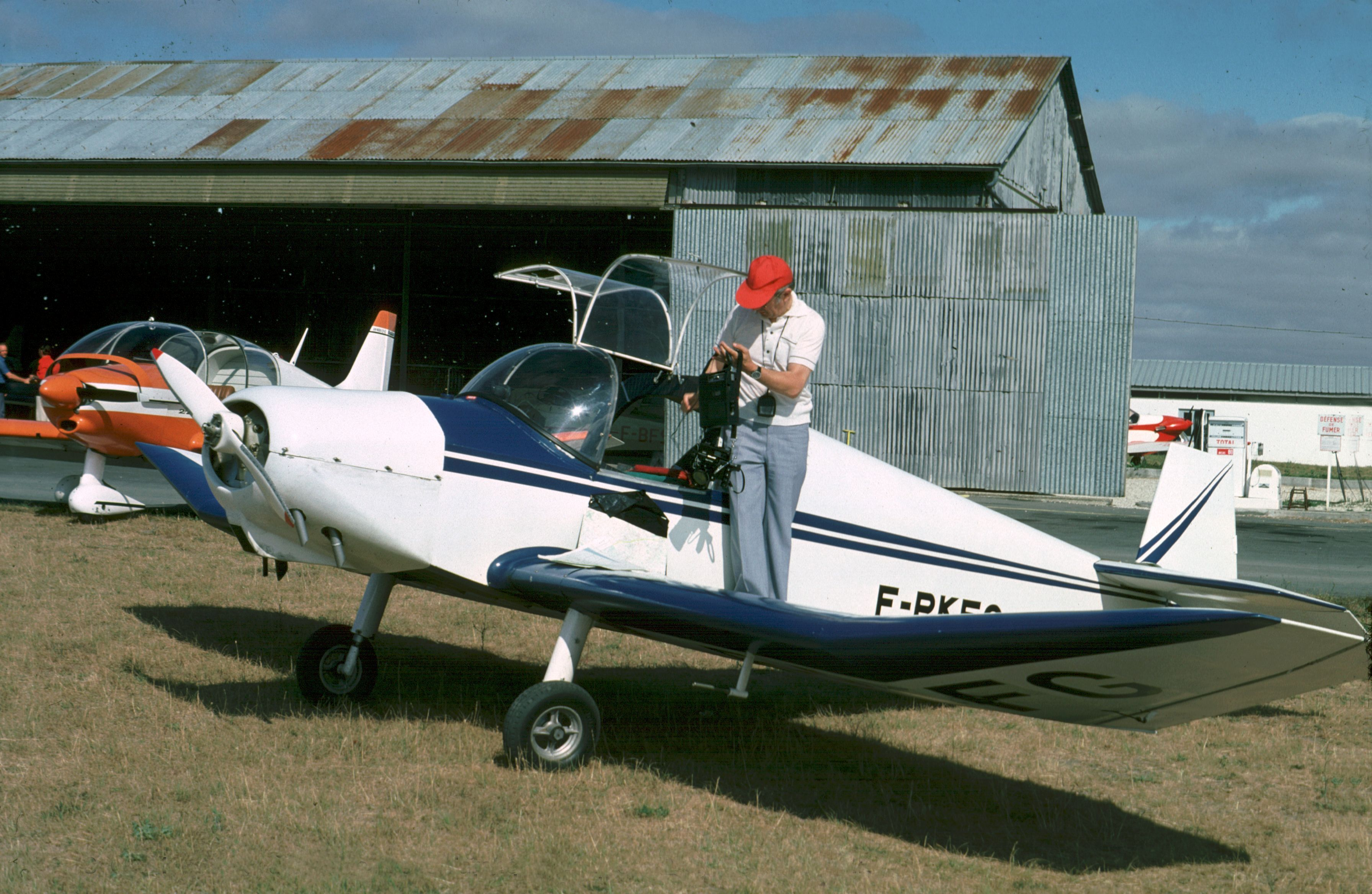
Jacques Dassié se chystá k šikmému snímkování

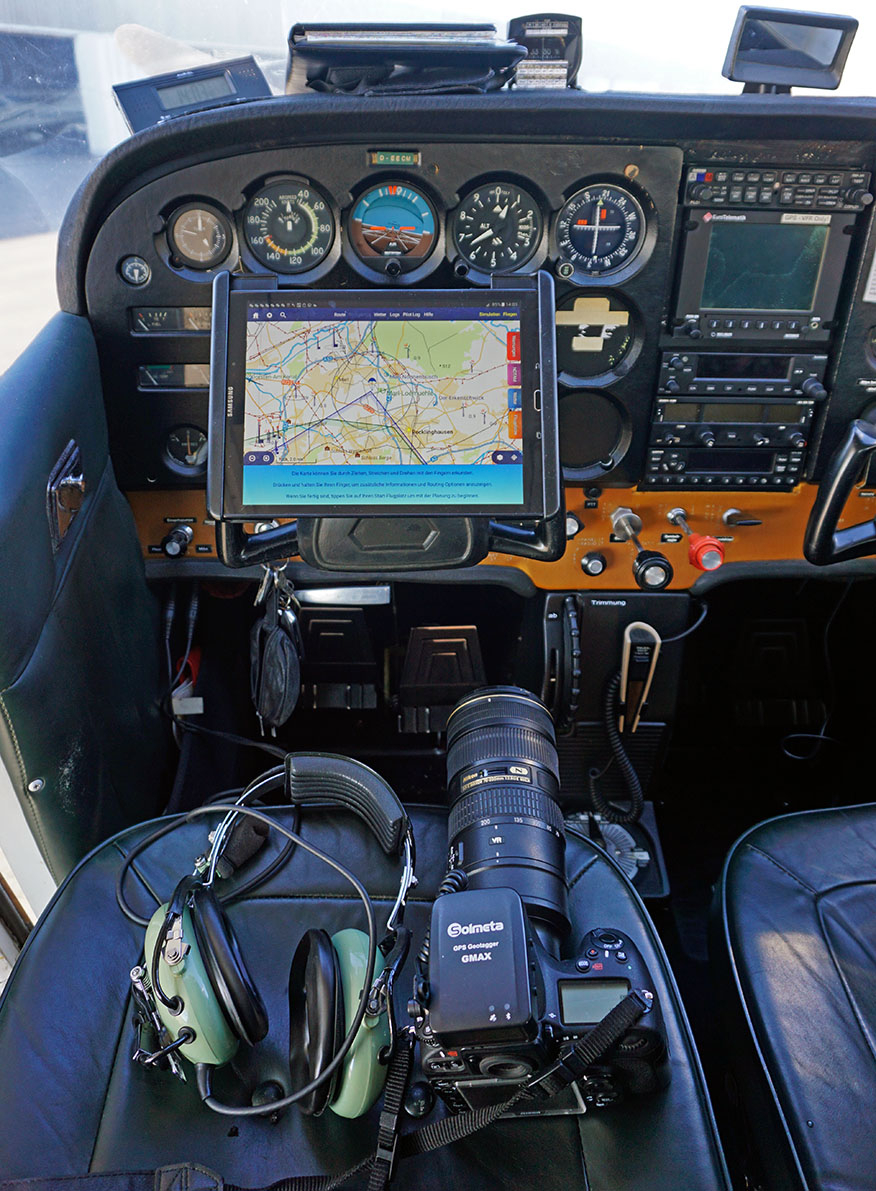
Interiér sportovního letadla pro letecké snímkování

Letecká archeologie využívá různé druhy dat, z nichž každý má své výhody i nevýhody. Až do závěru 20. století letecké archeologii dominovala prospekce z letounů, pohybujících se v malých výškách, čímž vznikají šikmé snímky, pořizované přímo pro potřeby archeologie. Od počátku 21. století se však stále častěji uplatňuje i studium archeologických památek prostřednictvím kolmých leteckých fotografií nebo družicových snímků. Tyto záběry nevznikají primárně pro archeologické účely, mají proto svá specifika (snímání např. často probíhá v nevhodném období), dokáží však mapovat značné úseky zemského povrchu a šikmé snímkování vhodně doplňovat.

### Šikmé snímkování v malých výškách
Šikmé fotografie představují primární způsob sběru dat a velmi efektivní možnost získávání informací o minulých lidských aktivitách v zájmovém prostoru.
K šikmému snímkování jsou nejvhodnější malé sportovní letouny, lze však využít i horkovzdušné balony či draky. Díky výborným manévrovacím schopnostem by byly vhodné též vrtulníky, jejich širšímu uplatnění však brání zejména vysoké provozní náklady. Od počátku 21. století jsou stále častěji využívány drony, jejichž nevýhodou je zatím malá plocha, kterou jsou v porovnání s letouny schopny obsáhnout. Vhodné jsou proto spíše k podrobnější dokumentaci již známých lokalit, nikoliv k velkoplošnému průzkumu.
Získané letecké fotografie jsou po ukončení letu ukládány do archivu spolu s informacemi o jejich přesné poloze. Následuje analýza snímků, klasifikace a interpretace zachycených památek (určení jejich původu, funkce a přibližného stáří), rektifikace šikmých snímků a zakreslení zjištěných jevů do mapy.

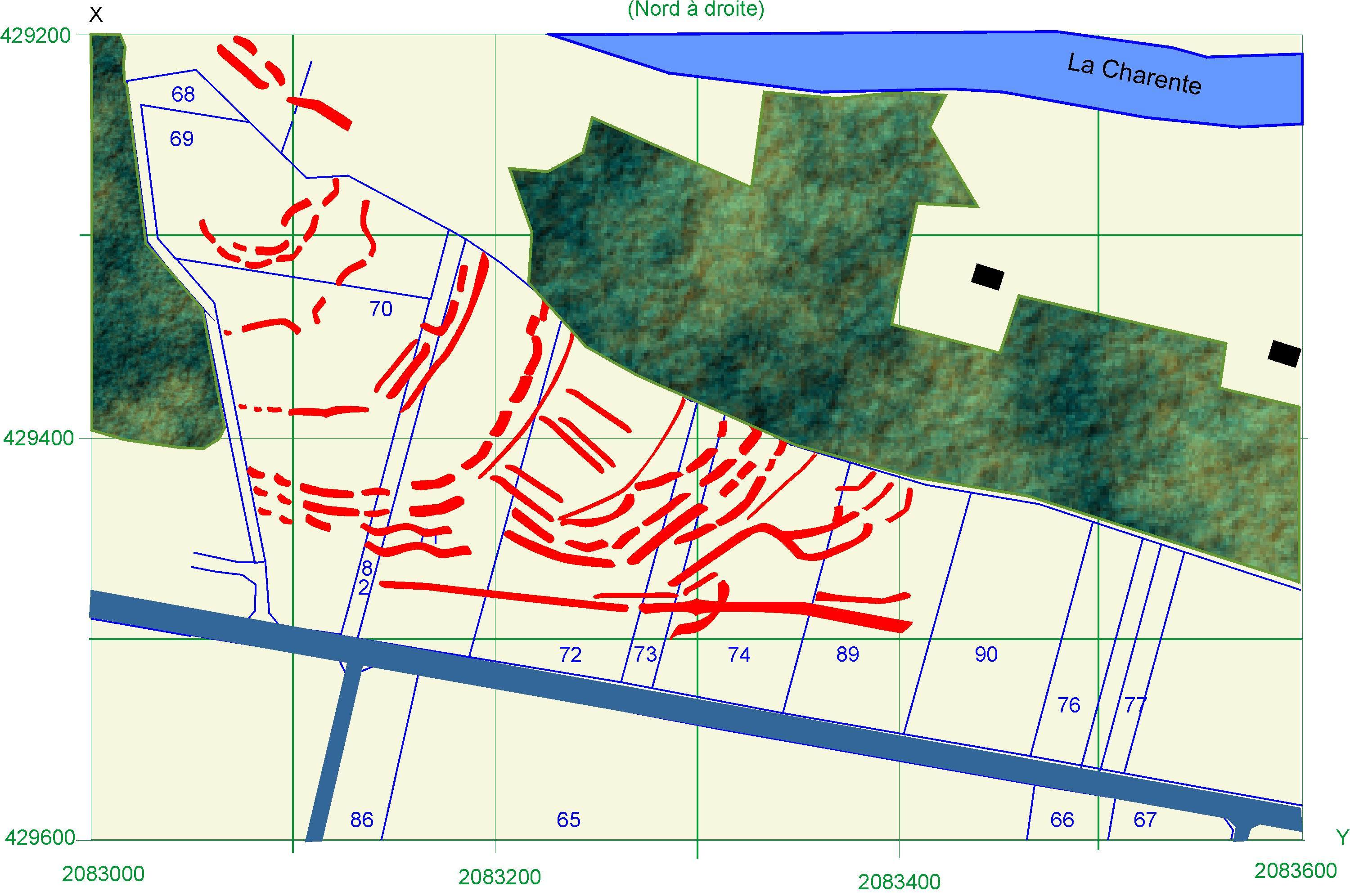
Výsledek leteckého průzkumu, zakreslený do mapy

### Analýza kolmých leteckých snímků
Kromě snímání z nízko letících letounů lze též využít kolmé fotografie (tzv. měřické snímky), získávané obvykle letouny ve větších výškách. Systematické kolmé snímkování probíhá v evropských zemích již od meziválečného období (v Československu od roku 1935). Fotografie nebývají pořizovány primárně pro archeologické účely a často nevznikají v čase a v podmínkách nejvhodnějších pro leteckou archeologii, přesto mohou zachytit pohřbené archeologické památky nebo relikty původní krajiny (zaniklá říční ramena, cesty, plužiny a podobně). Značný význam mají historické měřické snímky, dokumentující podobu krajiny před rozsáhlými změnami v druhé polovině 20. století.
Analýzu kolmých leteckých fotografií lze provádět s pomocí ručního stereoskopu na dvojici zčásti se překrývajících snímků, obraz krajiny pak lze sledovat trojrozměrně.
V nejnovější době dosahuje velkého uplatnění letecké laserové skenování – LIDAR (Light detection and ranging), jehož základem je laserový skener, vysílající v rychlém sledu laserové impulsy, které se odrážejí od zemského povrchu zpět k vysílači. Na základě času, který uplyne mezi vysláním laserového paprsku a jeho návratem do přijímače se měří vzdálenost od zemského povrchu. Výsledkem měření je mračno bodů, které lze v počítači dále zpracovat do podoby digitálního modelu terénu. Na něm jsou obvykle dobře patrné veškeré stopy lidské činnosti včetně archeologických památek (opevnění, mohylníky, cesty, těžební areály, aj.).
Význam využití LIDARu v archeologii tkví kromě rychlosti práce v tom, že laserové paprsky pronikají vegetací a umožňují snímání povrchu i v místech s hustým porostem, která jsou nepřístupná pro běžné letecké snímkování.

### Analýza družicových snímků
Ačkoliv primárním zdrojem dat pro archeologii jsou stále snímky pořízené z nízkých výšek, od závěru 20. století významně stoupá míra využití družicových snímků. Ty zachycují rozsáhlé plochy zemského povrchu, takže jsou vhodné pro rekonstrukci přírodních podmínek celých regionů. Lze je rovněž použít v oblastech, které nejsou běžnému leteckému snímání přístupné (např. Blízký východ).
Družicové snímky navíc umožňují získávat data i mimo viditelnou část spektra (infračervené či mikrovlnné snímky), čímž dochází ke zviditelnění pod povrchem ukrytých památek díky jejich fyzikálním vlastnostem (obdobně jako archeogeofyzika).

## Metody identifikace archeologických památek

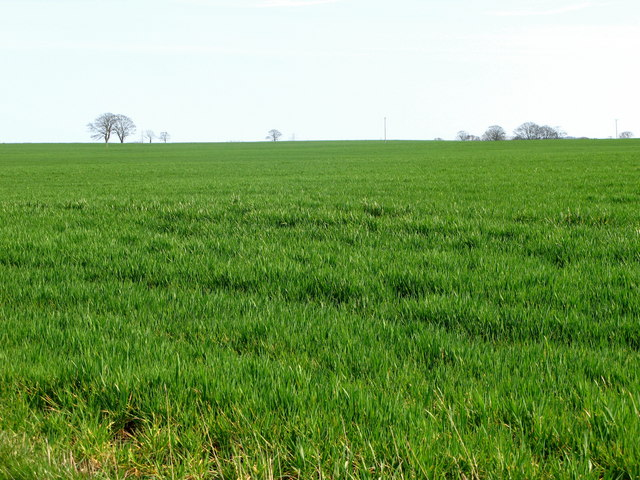
Odlišnosti ve vzrůstu a hustotě vegetace jsou patrné i ze země, ale nelze je pozorovat tak dobře jako při pohledu ze vzduchu

Archeologické památky je možné identifikovat pomocí různých druhů stop (tzv. příznaků), které po sobě lidská činnost zanechává. Tyto stopy jsou obvykle výrazně lépe patrné při pozorování z výšky než při pohledu ze země.
V různých regionech, klimatických podmínkách a ročních obdobích lze sledovat různé druhy příznaků. Přímé příznaky (půdní, stínové) ukazují na existenci archeologických památek díky torzovitému dochování jejich částí nebo díky vizuální odlišnosti druhotné výplně zahloubenin. Nepřímé příznaky (porostové, vyprahlostní, sněžné, vlhkostní) indikují přítomnost archeologických památek díky jejich ekofaktovým vlastnostem, tedy díky fyzikální a chemické odlišnosti od okolí (zejména jinému obsahu živin a odlišné teplotě výplní). Archeologické památky tak vytvářejí lokální anomálie, odlišitelné od okolního přirozeného (nenarušeného) prostředí. Tyto anomálie mohou být bodové (např. hroby, zahloubené obytné objekty) i liniové (cesty, ohrazení, polní systémy).

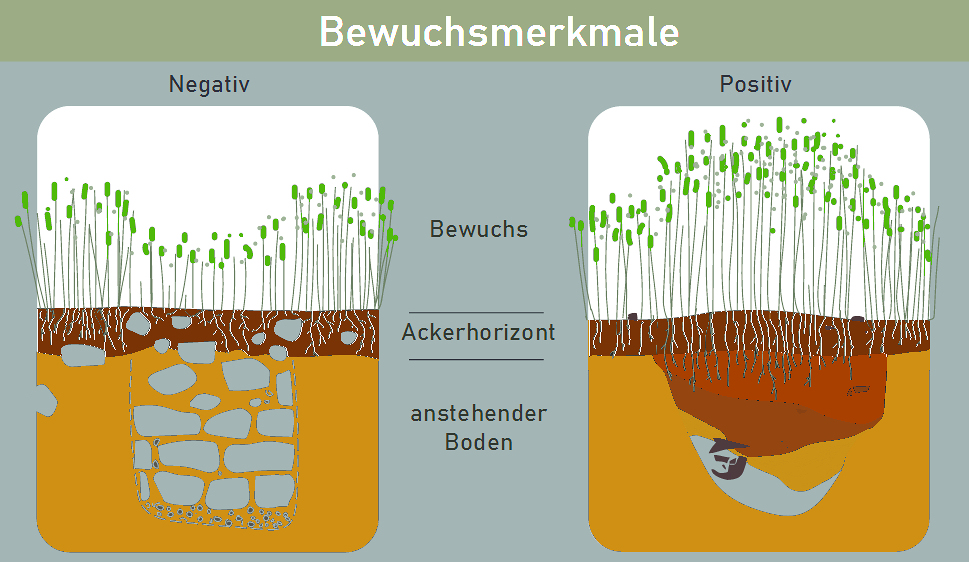
Princip vzniku porostových příznaků

### Porostové příznaky

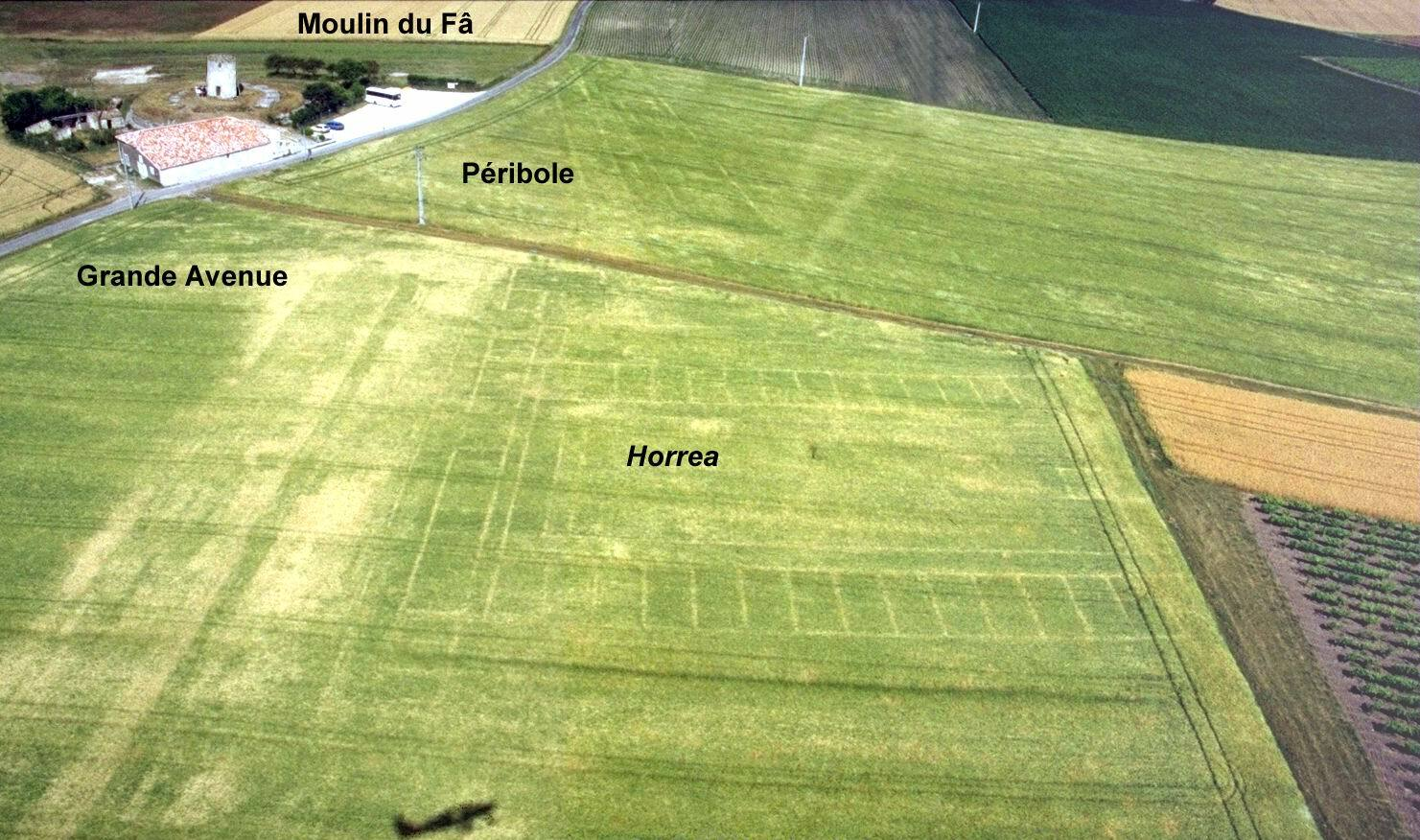
Letecký snímek galské lokality Barzan s negativními porostovými příznaky římské architektury

Porostové (též vegetační) příznaky jsou nejvýznamnějším způsobem identifikace pohřbených archeologických památek pomocí letecké prospekce. Půda má v místě výskytu archeologických objektů odlišnou chemickou skladbu i strukturu než nedotčené okolí, což způsobuje změny na vegetaci, která z této půdy vyrůstá. Nad zahloubenými objekty, jejichž výplň má obvykle vyšší obsah živin a déle zadržuje vodu, mají rostliny lepší podmínky k životu. Vyznačují se vyšším vzrůstem, vyšší hustotou i sytější barvou, obvykle také později dozrávají (tvoří tzv. pozitivní porostové příznaky). Naopak nad konstrukcemi má porost málo vláhy i nedostatek místa pro kořeny, je proto nižší a řidší než v okolí (tvoří negativní porostorvé příznaky).
Viditelnost porostových příznaků ovlivňují přírodní podmínky (klima, složení půdy a mocnost ornice, geologické poměry, světelné podmínky při výzkumu) i člověk (druh oseté plodiny, zkušenosti pozorovatele). Nejlépe jsou porostové příznaky identifikovatelné na kulturních plodinách (zejména obiloviny, dále cukrová řepa, vojtěška, hrách, řepka olejka, ojediněle kukuřice), na lehkých písčitých půdách a štěrkopískových terasách řek, které udrží srážkovou vodu jen krátce a vytváří tak dobrý kontrast s humusovitou výplní zahloubených objektů.

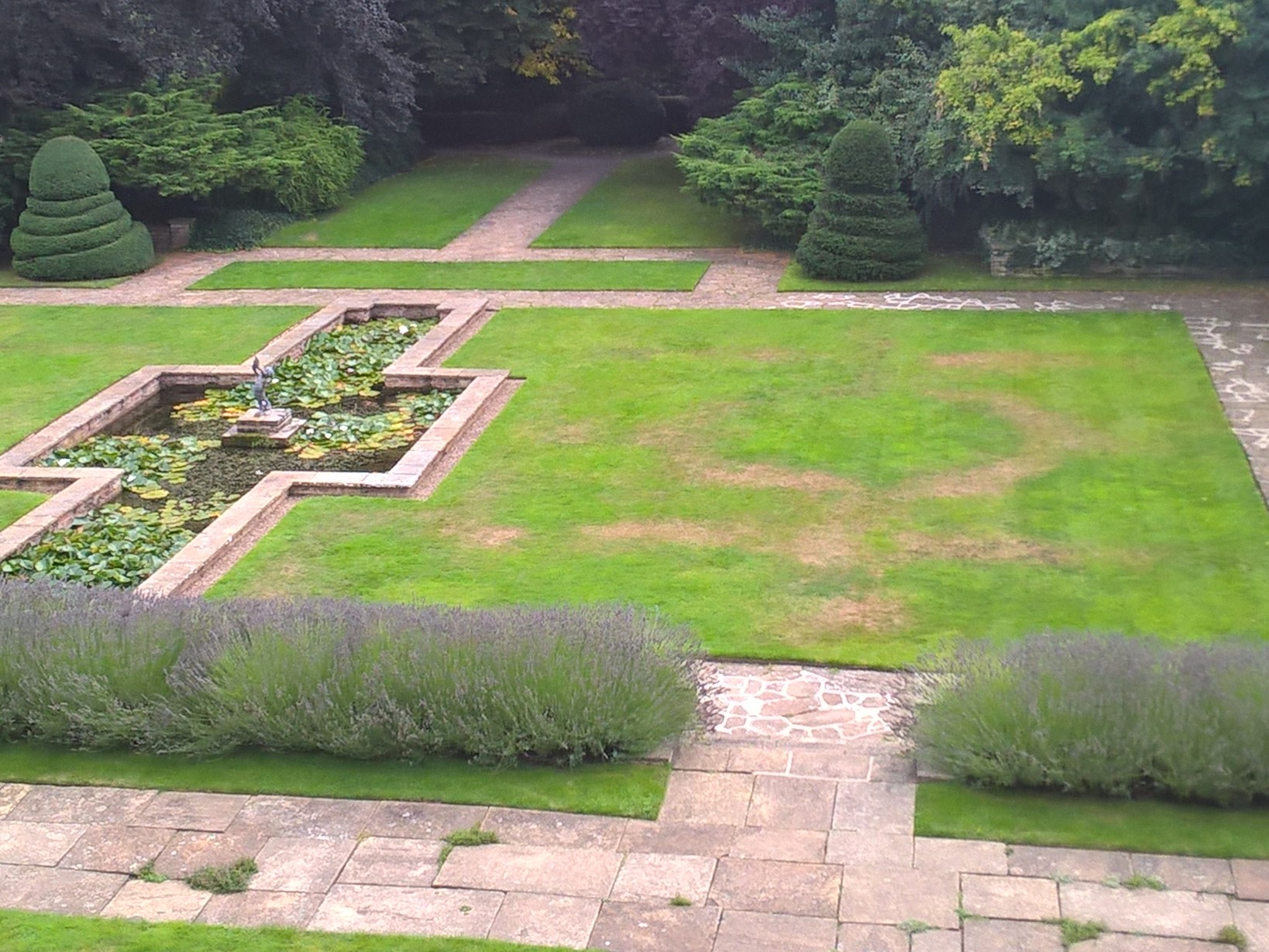
Starší schéma uspořádání zahrady, vykreslené usychající trávou

Ke zkušenostem pozorovatele patří nejen schopnost identifikovat během letu porostové příznaky, ale také schopnost rozeznat vhodné letové podmínky nebo odlišit skutečné příznaky archeologických památek od příznaků, vytvářených přírodními vlivy (zaniklá říční koryta, erozní rýhy, mrazové klíny, plísně).

### Vyprahlostní příznaky
Vyprahlostní příznaky tvoří zvláštní skupinu porostových příznaků. V mimořádně suchých letech mohou být podpovrchové památky patrné i na zatravněném povrchu (louky, paseky, trávníky), kde porost v místech zaniklých konstrukcí z nedostatku vláhy rychleji usychá. Pozitivní projevy, způsobené tím, že se v prostoru zahloubených objektů déle udržuje zbytková vlhkost a trávník zůstává zelený, bývají naopak vzácné.

Princip zviditelnění památek pomocí stínových příznaků

### Stínové příznaky
Stínové příznaky se projevují při pozorování a snímkování krajiny v nízkém slunečním světle (brzy ráno nebo v podvečer). Šikmé světlo vykresluje výrazné stíny, které zvýrazňují viditelnost mírných, jinak nepatrných nerovností terénu – pozůstatků zaniklých památek. Toto snímkování je vhodné zejména v regionech, kde nedošlo k úplnému zarovnání reliktů dlouhodobou orbou (Velká Británie, Blízký východ).

### Půdní příznaky

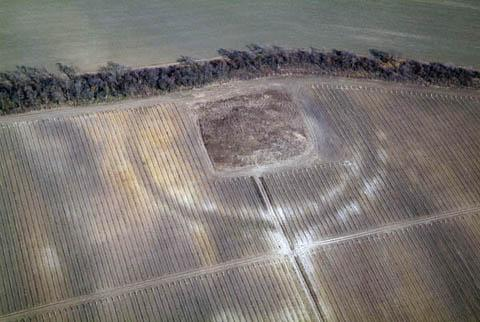
Půdní příznak, indikující zasypaný příkop (Verpelét, Maďarsko)

Půdní příznaky se projevují odlišným zbarvením půdy v prostoru pohřbených archeologických památek. V důsledku čerstvé orby, kdy půda není chráněna vegetací, jsou na povrchu dobře patrné tmavé, humózní výplně zahloubených objektů (např. příkop nebo zemnice), a to zejména na světlejších půdách nad vápencovým či sprašovým podložím (vzniká největší kontrast). Relikty konstrukcí s hojným obsahem malty či světlého kamene, ale i pozůstatky zaniklých cest a mezí se naopak vyrýsují jako světlé linie, nejlépe samozřejmě v tmavých půdách.
Projevování archeologických památek prostřednictvím půdních příznaků současně signalizuje, že v důsledku dlouhodobé orby a s ní související eroze již došlo k výraznému úbytku ornice, takže pokračující orba významně narušuje archeologické památky.

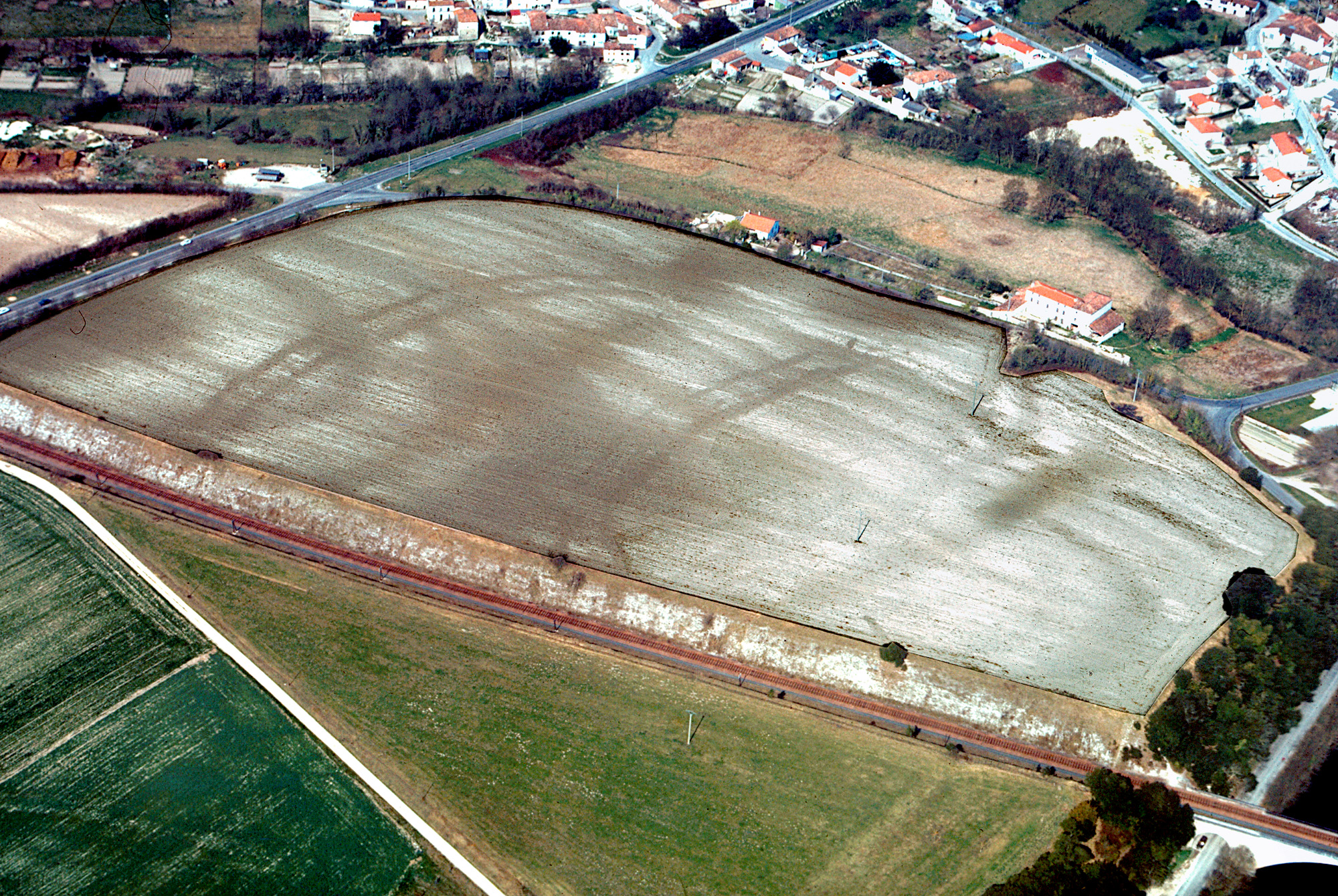
Sněžné příznaky vykreslují příkopy neolitického ohrazení (Diconche, departement Charente-Maritime, Francie)

### Sněžné příznaky
Sněžné příznaky zapříčiňuje fakt, že druhotné výplně zahloubených objektů (např. hroby, příkopy) má kvůli vyšší pórovitosti a zvýšenému obsahu organických látek mírně vyšší teplotu než okolní prostředí. Lehký poprašek sněhu či jinovatka tak nad těmito objekty taje rychleji než nad okolním nedotčeným terénem. Sníh se také vlivem větru a slunečního svitu drží zejména na závětrné stěně svahů, čímž zvýrazňuje i nepatrné nerovnosti terénu podobně jako stínové příznaky.

### Vlhkostní příznaky
Vlhkostní příznaky vznikají díky tomu, že výplň zahloubených objektů má díky zvýšenému obsahu organických látek a vyšší pórovitosti také zvýšenou schopnost zadržování vody oproti okolí. Zejména při častých či dlouhotrvajících deštích půda nad zahloubenými objekty vysychá déle než v jejich okolí a vypadá tmavší. Po povodních zůstává ustupující voda déle v prohlubních a zvýrazní i nejmenší, běžně nerozeznatelné nerovnosti terénu. Současně voda vyplňuje zaniklá říční koryta a slepá ramena, která je možné dobře sledovat spolu s chráněnými, nezaplavovanými polohami. Ty jsou často jen nepatrně vyvýšené nad okolní terén, ale v minulosti se jednalo o vyhledávané polohy, vhodné k osídlení.